# Rupperswil
Rupperswil (gsw. Robischwil) – gmina (niem. Einwohnergemeinde) w Szwajcarii, w kantonie Argowia, w okręgu Lenzburg. Liczy 5 618 mieszkańców (31 grudnia 2020). 